# August Bournonville
August Bournonville (Copenaghen, 21 agosto 1805 – Copenaghen, 30 novembre 1879) è stato un danzatore e coreografo danese.

## Biografia
Figlio di Antoine Bournonville (danzatore e coreografo francese esiliato a Stoccolma nel 1792 e poi a Copenaghen), August Bournonville studiò al Balletto Reale Danese, sotto la direzione di suo padre. Si unì alla compagnia del Royal Danish Ballet all'età di 15 anni. Vinse una borsa di studio e quindi poté perfezionare la sua formazione a Parigi con Pierre Gardel e Auguste Vestris, dal 1824 al 1830. Al ritorno dalla Francia succedette al padre alla guida del Balletto Reale Danese, posto che occuperà fino al 1877.
Contrariamente alla tendenza del balletto romantico dell'epoca, Bournonville non mette in secondo piano la danza maschile ma dà al ballerino la stessa importanza della ballerina. Questa scelta, sia sociale che estetica, è ancor oggi percepibile: la scuola danese ha fama di formare grandi interpreti maschili. Lo stile Bournonville è rimasto pressoché intatto fino ai giorni nostri ed è considerato il vero discendente dello stile francese dell'Ottocento.
Tra le principali caratteristiche di questo stile vi è il veloce lavoro dei piedi e l'elevazione. Questo dovuto al fatto che in Danimarca i palcoscenici erano molto piccoli e il coreografo sviluppò al massimo il salto verso l'alto e i cambi di direzione veloci ed improvvisi. Molto importante il lavoro sulla mezza punta a volte più importante che quello in punta, contrariamente alle mode del periodo romantico.

## Principali balletti

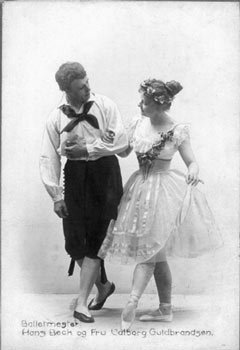
Infiorata a Genzano

- La Sylphide (Sylfiden, 1836)
- Lontano dalla Danimarca (1860)
- Napoli (1842)
- Konservatoriet (1849)
- La Kermesse à Bruges (1851)
- Infiorata a Genzano (1858)Infiorata a Genzano